# HP-17B

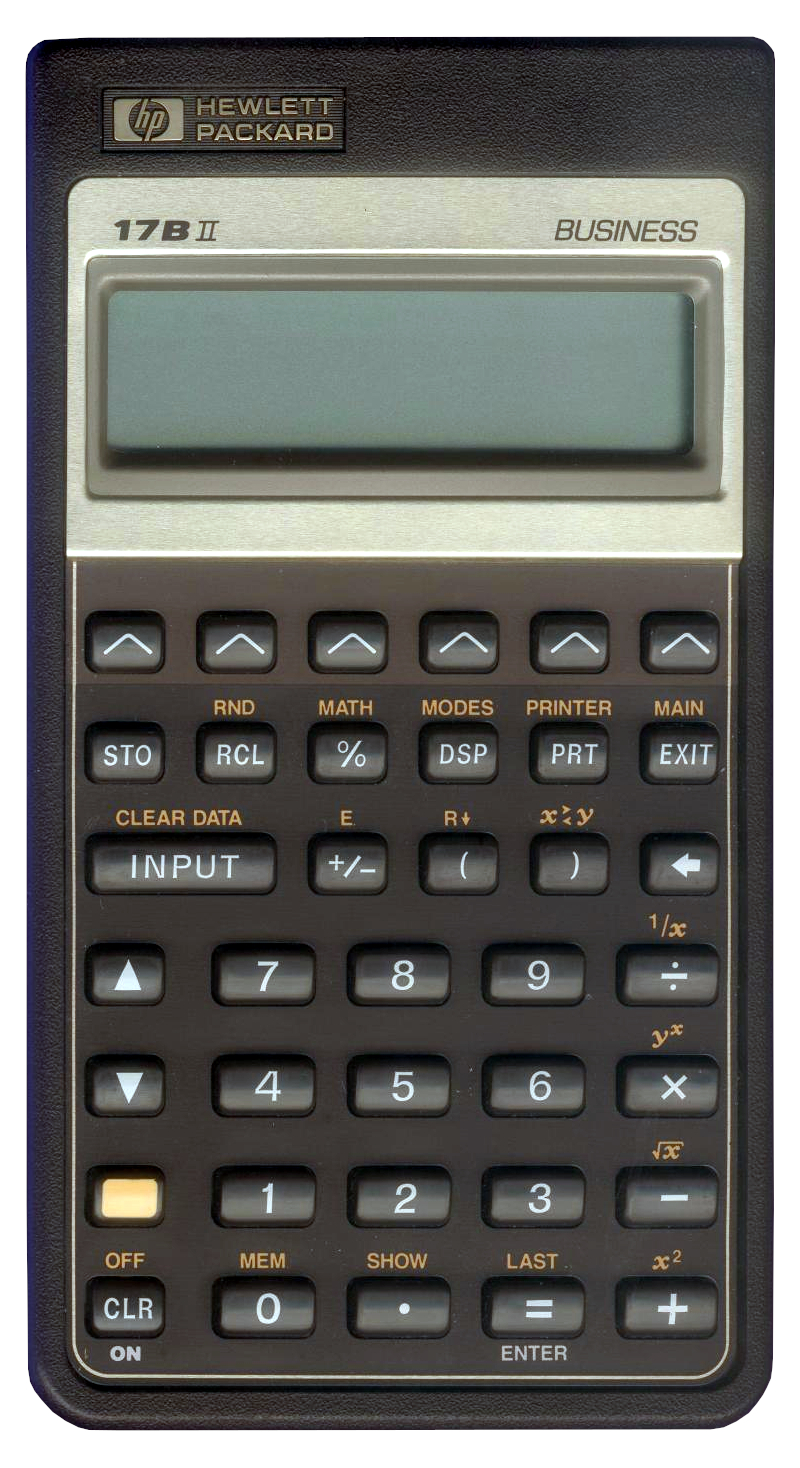
HP 17BII

HP-17B – seria kalkulatorów finansowych firmy Hewlett-Packard, składająca się z modeli:
- HP-17B – produkowany w latach 1988–1990 był modelem czysto algebraicznym, bez notacji RPN.
- HP-17BII – wprowadzony w 1990, niedawno wycofany z produkcji (w niektórych sklepach wysyłkowych jeszcze dostępny), wyposażony w dwa tryby – algebraiczny i RPN.
- HP-17BII+ – produkowany obecnie, wizualnie upodobniony do nowszych, współczesnych kalkulatorów tej firmy.

Kalkulatory z tej serii nie mają możliwości programowania, ani nie są wyposażone w żadne skomplikowane funkcje matematyczne (nie ma nawet funkcji trygonometrycznych). Posiadają natomiast zaawansowane funkcje finansowe, takie jak np. TVM (wartość pieniądza w czasie, służąca do obliczania kredytów i oszczędności), Cash-Flow (używa się jej do określania stóp zwrotu inwestycji lub wartości odsetek przy nierównomiernym zasilaniu konta), przeliczanie stóp procentowych, konwersję walut, tabele amortyzacji, obligacje i inne. Posiadają również solver, którym można rozwiązywać skomplikowane równania finansowe.
Kalkulatory HP-17B potrafią współpracować z drukarkami termicznymi HP-82240. Do tej samej linii kalkulatorów należy również rzadziej spotykany algebraiczny model HP-27S, naukowo-finansowy.